# گوژن، گوانگدونگ
گوژن، گوانگدونگ (به لاتین: Guzhen) یک شهرک در جمهوری خلق چین است که در ژونگشان واقع شده‌است.